# Spaniens Grand Prix 1995
Spaniens Grand Prix 1995 var det fjärde av 17 lopp ingående i formel 1-VM 1995.

## Resultat
1. Michael Schumacher, Benetton-Renault, 10 poäng
2. Johnny Herbert, Benetton-Renault, 6
3. Gerhard Berger, Ferrari, 4
4. Damon Hill, Williams-Renault, 3
5. Eddie Irvine, Jordan-Peugeot, 2
6. Olivier Panis, Ligier-Mugen Honda, 1
7. Rubens Barrichello, Jordan-Peugeot
8. Heinz-Harald Frentzen, Sauber-Ford
9. Martin Brundle, Ligier-Mugen Honda
10. Mika Salo, Tyrrell-Yamaha
11. Gianni Morbidelli, Footwork-Hart
12. Jos Verstappen, Simtek-Ford
13. Karl Wendlinger, Sauber-Ford
14. Pierluigi Martini, Minardi-Ford
15. Domenico Schiattarella, Simtek-Ford

### Förare som bröt loppet
- Ukyo Katayama, Tyrrell-Yamaha (varv 56, motor)
- David Coulthard, Williams-Renault (54, växellåda)
- Mika Häkkinen, McLaren-Mercedes (53, bränslesystem)
- Taki Inoue, Footwork-Hart (43, transmission)
- Bertrand Gachot, Pacific-Ilmor (43, brand)
- Roberto Moreno, Forti-Ford (39, överhettning)
- Jean Alesi, Ferrari (25, motor)
- Luca Badoer, Minardi-Ford (21, växellåda)
- Nigel Mansell, McLaren-Mercedes (18, hantering)
- Pedro Diniz, Forti-Ford (17, växellåda)

### Förare som ej startade
- Andrea Montermini, Pacific-Ilmor